# الصحة النفسية في الصومال

وُصفت خدمات الصحة النفسية بأنها غير موجودة في الصومال

وُصفت الصومال بأنها تمتلك أحد أعلى معدلات الاضطرابات النفسية في العالم، حيث يستوفي واحد من كل ثلاثة صوماليين عتبة التشخيص لشكل من أشكال المرض النفسي. وقد عُزي ذلك إلى الحرب الأهلية الصومالية المستمرة، وعدم الاستقرار السياسي، والكوارث الطبيعية. على الرغم من الانتشار الكبير للمرض النفسي بين السكان الصوماليين، فإن خدمات الصحة النفسية شبه معدومة في الصومال.

## خدمات وعلاج الصحة النفسية

### الفترة الاستعمارية
خلال الفترة الاستعمارية، بُنيت العديد من مرافق الطب النفسي.

### العصر الحديث
في التاريخ الحديث، أُهملت خدمات الصحة النفسية باستمرار من قبل مرافق الرعاية الصحية التي تديرها الحكومة. تنفق الحكومة الصومالية أقل من 1% من ميزانيتها الصحية على خدمات الصحة النفسية. يوجد حاليًا 0.5 سرًا نفسيًا لكل 100,000 شخص في مستشفيات الصومال.

## وجهات النظر حول المرض النفسي
في الصومال، غالبًا ما يُعزى المرض النفسي إلى أسباب مثل المس الشيطاني، والسحر، والعين الحاسدة. ونتيجة لذلك، قد يشمل العلاج طرد الأرواح الشريرة وتلاوة آيات من القرآن.
غالبًا ما يُحتفظ بالأفراد الذين يعانون من مشاكل صحية نفسية خطيرة مقيدين بالسلاسل.

## الانتحار وإيذاء النفس
على الرغم من امتلاك الصومال أحد أعلى معدلات المرض النفسي في العالم، فإن معدل الانتحار فيها أقل من المتوسط العالمي. وقد وُجد أن الانتحار وإيذاء النفس أكثر انتشارًا بين الذكور الصوماليين منه بين الإناث.